# Honda
Honda Motor Co. Ltd. (jap. 本田技研工業株式会社 Honda Giken Kōgyō Kabushiki-gaisha) – japońskie przedsiębiorstwo branży motoryzacyjnej produkujące samochody, motocykle, skutery, samoloty, silniki, roboty oraz różnego rodzaju maszyny. Największy na świecie producent silników.  

## Historia
Geneza marki Honda sięga roku 1906, kiedy to na świat przyszedł Sōichirō Honda, który w dzieciństwie pomagał swojemu ojcu w naprawie rowerów. Jako 15-latek opuścił rodzinny dom i udał się na praktyki w warsztacie samochodowym w którym pracował przy budowie sportowego pojazdu Art Daimler. W 1927 roku otworzył własną filię warsztatu samochodowego pod nazwą Art Shokai. Dwa lata później opatentował metalowe szprychy. W 1930 roku założył fabrykę zajmującą się produkcją pierścieni tłokowych do małych silników, którą w 1945 roku sprzedał Toyocie. W 1947 roku Sōichirō Honda rozpoczął produkcję pierwszego roweru napędzanego silnikiem o pojemności 50 cm³, który stał się pierwszym produktem marki Honda. Rok później założone zostało przedsiębiorstwo „Honda Motor Co Ltd., a także rozpoczęto seryjną produkcję mopedów, które eksportowane były m.in. na Tajwan. Pierwszy motocykl wprowadzony został w 1949 roku. Był to model Dream D o pojemności 98 cm³.

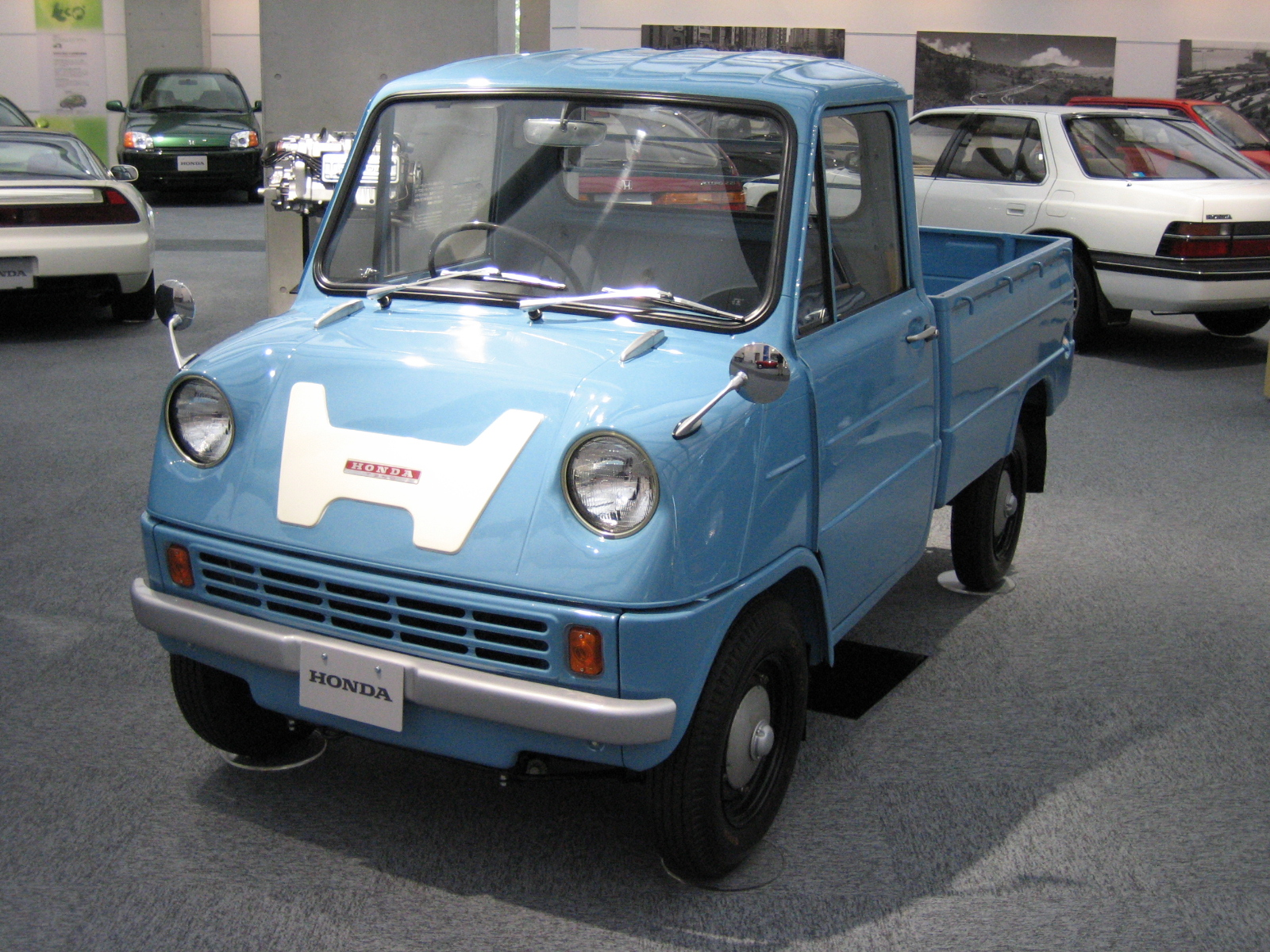
Pierwszy samochód marki Honda

W 1963 roku Honda wprowadziła pierwszy samochód – lekkiego dostawczaka – Hondę T360 oraz seryjnie produkowany dwusuwowy, jednocylindrowy silnik typu H o mocy 1 KM. Rok później powstał czterosuwowy silnik typu T o pojemności 130 cm³ i mocy 2,5 KM. Skonstruowano go tak, aby znalazł zastosowanie w małych ciągnikach oraz pompach wodnych. W 1959 roku otwarto pierwszą w Stanach Zjednoczonych filię koncernu w Los Angeles pod nazwą American Honda. Sōichirō Honda mający wielką pasję do aut sportowych postanowił wyprodukować pierwsze seryjnie produkowane auto sportowe – S500. W 1965 roku w Meksyku, kierowca Richie Ginther zapewnił Hondzie najwyższe miejsce na podium Formuły 1. Sukcesy te powtarzano w latach 80., z zespołami Williamsa i McLarena.
Na początku 1964 roku koncern postanowił rozpocząć produkcję przenośnych generatorów prądu w oparciu o technologię małych silników. W 1967 roku otwarto czwartą fabrykę Hondy. W 1971 roku wprowadzono do produkcji Hondę Gold Wing – pierwszy motocykl z biegiem wstecznym oraz silnikiem na ładunek uwarstwiony CVCC dzięki któremu spaliny nie są katalicznie oczyszczane, ale od razu produkowane są czystsze. Przeznaczony on był do spalania bardziej ubogich mieszanek. Napęd ten odniósł sukces i licencję na jego produkty kupił Ford, Toyota, Isuzu, Chrysler.
W 1972 roku korporacja postanowiła wprowadzić na rynek, pierwsze seryjnie produkowane kompaktowe auto pod marką Honda. Był to model Civic. Spełniał on amerykańskie normy czystości spalin bez użycia dodatkowych systemów poprawiających ich jakość oraz uzyskał najniższe spalanie wśród aut sprzedawanych za oceanem. W 1973 roku syn Sōichirō Hondy założył własne przedsiębiorstwo o nazwie Mugen Motorsports zajmujące się tuningiem aut i ściśle powiązał z firmą ojca. W 1978 wprowadzono do produkcji pierwszy, typowo sportowy model Hondy – Hondę Prelude.
W 1981 roku po raz pierwszy zastosowano oraz wprowadzono do produkcji pokładowy system nawigacji opierający się na danych zapisanych w pamięci układu i sygnałów z żyroskopu, a nie jak robione jest to obecnie z sygnałów satelitarnych. Rok później – Honda – jako pierwsza z japońskich producentów postanowiła otworzyć swoją fabrykę w Stanach Zjednoczonych oraz kupić brytyjską markę Rover, w wyniku czego powstało kilka wspólnych aut. W marcu 1986 roku Honda Motor Company postanowiła sprzedawać za Oceanem swoje samochody nie tylko pod marką Honda, ale także pod bardziej luksusową marką Acura. W tym samym roku korporacja rozpoczęła budowę inteligentnego robota. Jako pierwszy producent na świecie skonstruowała w 1988 roku silnik z układem elektronicznie sterowanych faz rozrządu i skoków zaworów – VTEC. Silnik ten odznacza się doskonałymi osiągami, bardzo niskim zużyciem paliwa i niższą emisją spalin. Zapewnia on maksymalną ochronę nad skokiem i fazą zaworów dolotowych w zależności od warunków jazdy, osiągając bardziej wydajne napełnianie cylindrów i zwiększenie momentu obrotowego przy wszystkich prędkościach obrotowych wału silnika.
W 1994 roku Honda rozstała się na rzecz BMW z Roverem. Rok później przedstawiony zostaje pierwszy benzynowy samochód spełniający warunki LEV i wprowadza do seryjnej produkcji silnik spełniający kalifornijską normę czystości spalin Ultra LEV. W 1996 roku pierwszym samochodem zasilanym całkowicie bateriami metalowo-niklowymi koncern wygrywa zawody pojazdów zasilanych bateriami słonecznymi. W 1997 roku z fabryk w USA wyjeżdżają pierwsze Hondy EV Plus – czteroosobowe auta elektryczne. W 1998 roku Honda wprowadza swoje pierwsze auto zasilane sprężonym gazem ziemnym (CNG). W 2000 roku wydano pierwszego robota konstruowanego od 12 lat – ASIMO. W 2003 roku Honda zrobiła rewolucję w silnikach Diesla konstruując dynamiczny i niezwykle trwały silnik i-CTDi. W połowie 2008 roku postanowiono wycofać koncern z wyścigów Formuły 1 ze względu na kryzys w motoryzacji oraz wprowadzono samochód napędzany silnikiem wodorowo-elektrycznym – Hondę FCX Clarity. Zaprezentowano i rozpoczęto produkcję następcy rewolucyjnego silnika Diesla i-DTEC z piezoelektrycznym, wielostopniowym wtryskiem paliwa oraz bardziej wydajnym systemem recyrkulacji gazów wydechowy i filtr cząsteczek stałych. W 2009 roku wybudowano nową fabrykę w Japonii produkującą bloki cylindrów do silnika Diesla, a we wrześniu 2009 roku rozpoczęto w Polsce, w okolicy Pniew, budowę europejskiego centrum logistycznego pod nazwą Honda Logistics Center Central-Europe Sp.z.o.o.
W 2010 roku koncern rozpoczął produkcję pierwszego sportowego coupé napędzanego silnikiem spalinowo-elektrycznym – Hondę CR-Z. W 2008 roku Honda była czwartym pod względem wielkości producentem samochodowym w Stanach Zjednoczonych, a w 2010 roku siódmym co do wielkości producentem samochodowym, po Toyocie, GM, Volkswagenie, Hyundaiu, Fordzie i Nissanie.
W 2016 roku Honda sprzedała na całym świecie 4 659 737 samochodów, co czyni ją czwartą najpopularniejszą marką świata. Pierwsze miejsce zajmuje Toyota (7,25 mln), Volkswagen (6,11 mln) i Ford (5,85 mln sprzedanych aut). Oprócz tego japoński producent odnotował jeden z większych spośród motoryzacyjnych gigantów wzrost sprzedaży – wyniósł on 7,6%.

## Kierownictwo
- Sōichirō Honda (1948-1973)
- Kiyoshi Kawashima (1973-1983)
- Tadashi Kume (1983-1990)
- Nobuhiko Kawamoto (1990-1998)
- Hiroyuki Yoshino (1998-2004)
- Takeo Fuki (2004-2009)
- Takanobu Ito (2009-2015)
- Takahiro Hachigo (2015-2021)
- Toshihiro Mibe (od 2021)[8][9]

## Motto

Mottem Hondy są słowa The Power of Dreams oznaczające "potęgę marzeń". Symbolizują one precyzyjne podejście Hondy jako korporacji do swych wyzwań.

## Produkty

### Bolidy wyścigowe

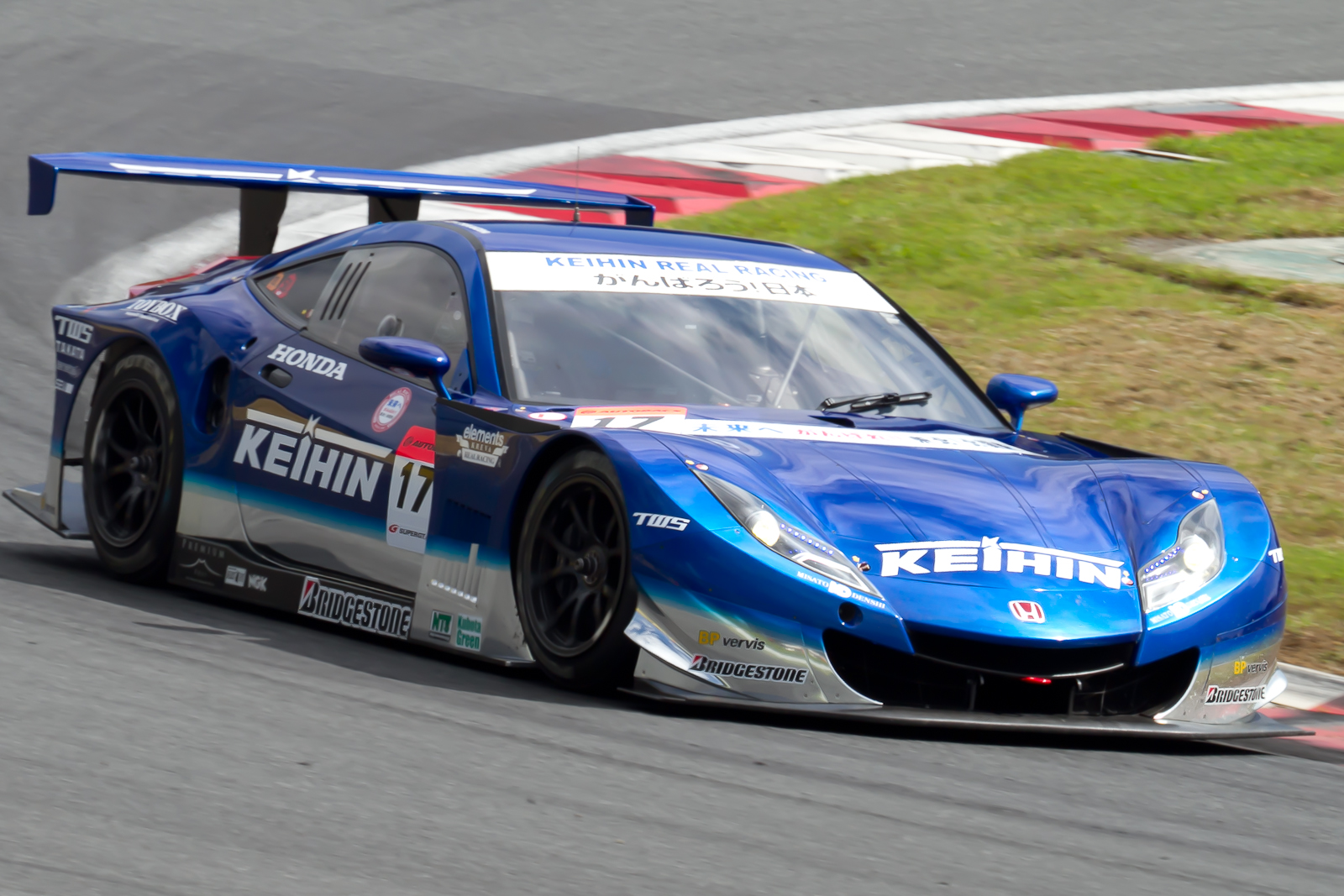
Honda HSV-010 GT

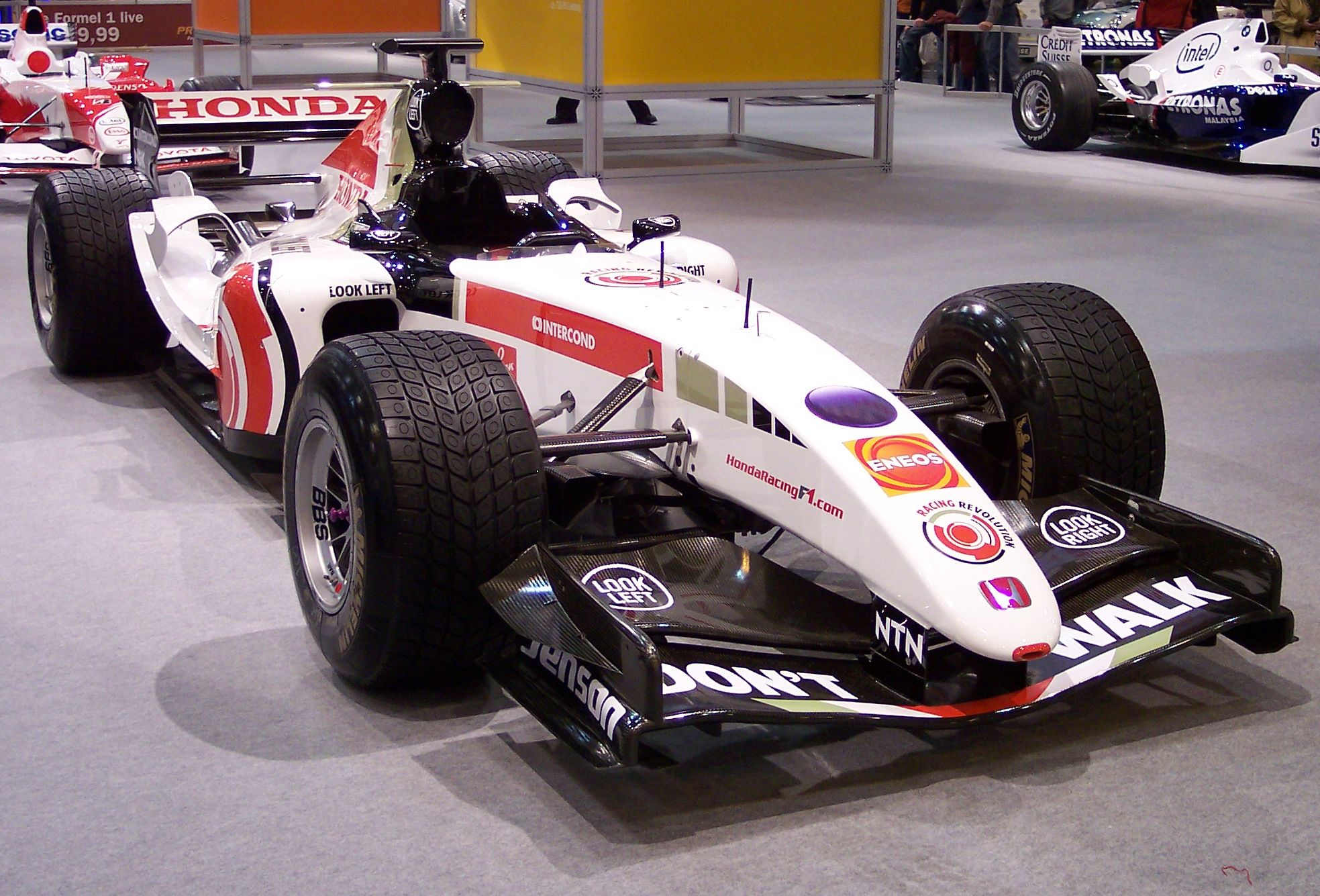
Honda RA106

- Honda HSV-010 GT – auto wyścigowe serii Super GT
- Honda R800
- Honda R1300 (1969)
- Honda RA099
- Honda RA100
- Honda RA106 (2006)
- Honda RA107 (2007)
- Honda RA108 (2008)
- Honda RA270
- Honda RA271 (1964)
- Honda RA272 (1965)
- Honda RA273 (1966)
- Honda RA300 (1967)
- Honda RA301 (1968)
- Honda RA302 (1968)

### Traktory
- F150 (1959)

### Samoloty
- HA-420 HondaJet (od 2015)
- MH01(inne języki) – eksperymentalny
- MH02 – eksperymentalny

### Roboty

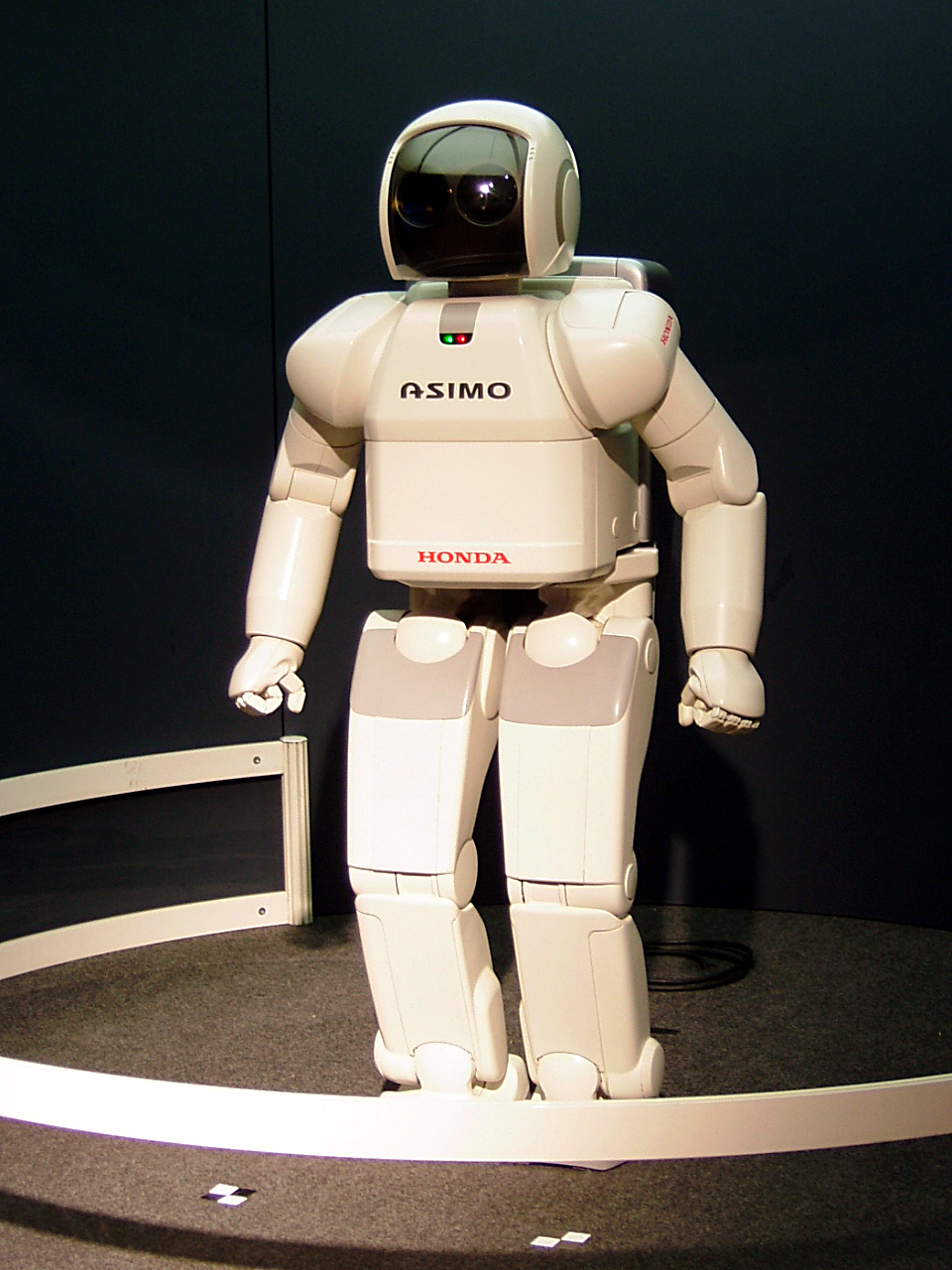
Honda ASIMO

- ASIMO
- Honda E0
- Honda E1
- Honda E2
- Honda E3
- Honda E4
- Honda E5
- Honda E6
- Honda P1(inne języki)
- Honda P2
- Honda P3
- Honda P4

### Inne produkty
Honda jest także producentem różnego rodzaju maszyn, które znajdują zastosowanie m.in. w ogrodnictwie, przemyśle oraz żegludze morskiej. Są to m.in. urządzenia do pielęgnacji zieleni, roboty koszące, ciągniki, odśnieżarki, generatory prądu, motopompy, lekkie maszyny budowlane oraz różnego rodzaju silniki stosowane m.in. w łodziach motorowych.

## Fabryki
| Państwo           | Miasto          | Otwarta           | Zamknięta | Produkty |
| ----------------- | --------------- | ----------------- | --------- | --- |
| Argentyna         | Zárate          |                   |           | |
| Belgia            | Gandawa         |                   |           | motocykle |
| Brazylia          | Amazonas        | 1976              |           | Honda Civic, Honda City, Honda Fit/Jazz |
| Brazylia          | Manaus          | 1976              |           | |
| Brazylia          | São Paulo       | 1997              |           | Honda Civic, Honda Civic Si, Honda Fit/Jazz |
| Brazylia          | Sumaré          |                   |           | Honda Civic, Honda Civic Si, Honda Fit Aria, Honda Fit/Jazz, |
| Chiny             | Guangzhou       | 1998              |           | Honda Accord, Honda Civic, Honda Fit/Jazz, Honda Odyssey |
| Chiny             | Wuhan           | 2003              |           | Honda Civic, Honda CR-V, Honda Spirior |
| Filipiny          | Batangas        |                   |           | |
| Filipiny          | Bukidnon        |                   |           | |
| Filipiny          | Santa Rosa      |                   |           | Honda Accord, Honda Fit/Jazz |
| Indie             | Greater Noida   |                   |           | Honda Accord, Honda City, Honda Civic, Honda Fit Aria, Honda Fit/Jazz |
| Indie             | Gurgaon         |                   |           | |
| Indie             | Hariana         |                   |           | |
| Indie             | Uttar Pradesh   |                   |           | |
| Indonezja         | Karawang        |                   |           | Honda City, Honda Fit/Jazz |
| Japonia           | Hamamatsu       |                   |           | samochody, motocykle, silniki |
| Japonia           | Kikuchi         |                   |           | |
| Japonia           | Ogawa           |                   |           | |
| Japonia           | Osaka           |                   |           | Honda Fit/Jazz |
| Japonia           | Utsunomiya      |                   |           | Honda FCX Clarity |
| Japonia           | Sayama          |                   |           | Honda Accord, Honda CR-X del Sol, Honda Inspire, Honda Fit/Jazz, Honda Legend, Honda Odyssey, Honda Prelude                                                                                               |
| Japonia           | Suzuka          |                   |           | Honda Accord, Honda Ballade, Honda City, Honda Civic, Honda Civic Si, Honda Concerto, Honda CR-V, Honda CR-X del Sol, Honda CR-Z, Honda Fit/Jazz, Honda HR-V, Honda Insight, Honda Integra, Honda Odyssey |
| Japonia           | Takanezwa       |                   |           | Honda FCX Clarity |
| Japonia           | Tochigi         |                   |           | Honda CR-X del Sol |
| Japonia           | Tokio           |                   |           | Honda CBR 600F, Honda Life Dunk, Honda NSX, Honda Stream |
| Kanada            | Alliston        | 1986              |           | Acura CSX, Acura MDX, Acura ZDX, Honda Accord, Honda Civic, Honda Civic Si, Honda Odyssey, Honda Pilot/MDX/MRV, Honda Ridgeline, silniki                                                                  |
| Kolumbia          | Cali            |                   |           | |
| Kolumbia          | Valle del Cauca |                   |           | |
| Malezja           | Alor Gajah      |                   |           | Honda Accord |
| Malezja           | Malakka         |                   |           | Honda Accord, Honda Civic |
| Meksyk            | Celaya          |                   |           | Honda Urban SUV Concept |
| Meksyk            | Guadalajara     |                   |           | |
| Meksyk            | Jalisco         |                   |           | Honda Accord |
| Nowa Zelandia     | Nelson          | 1965              | 1998      | Honda Accord, Honda City I, Honda Civic |
| Pakistan          | Fajsalabad      |                   |           | |
| Pakistan          | Karaczi         |                   |           | |
| Pakistan          | Lahaur          | 1992              |           | Honda BR-V, Honda Accord, Honda City, Honda Civic, Honda CR-V, Honda Fit Aria |
| Pakistan          | Multan          |                   |           | |
| Pakistan          | Pendżab         |                   |           | Honda Accord |
| Pakistan          | Rahim Yar Khan  |                   |           | |
| Pakistan          | Sialkot         |                   |           | |
| Tajlandia         | Ayutthaya       | 2000              |           | Honda Accord, Honda City, Honda Civic, Honda Fit/Jazz, Honda Fit Aria |
| Tajwan            | Pingdong        |                   |           | Honda Accord, Honda Civic, Honda Fit/Jazz |
| Turcja            | Gebze           | 1997              | 2021      | Honda City, Honda Civic |
| Stany Zjednoczone | Anna            |                   |           | |
| Stany Zjednoczone | Colton          |                   |           | |
| Stany Zjednoczone | East Liberty    | 1989              |           | Honda Accord, Honda Civic, Honda Civic GX, Honda CR-V, Honda Element |
| Stany Zjednoczone | Greensboro      |                   |           | |
| Stany Zjednoczone | Greensburg      | 2008              |           | Honda Civic, Honda Civic GX |
| Stany Zjednoczone | Indian Lake     | 2008              |           | Honda Civic |
| Stany Zjednoczone | Lafayette       |                   |           | Honda Passport |
| Stany Zjednoczone | Lincoln         | 16 listopada 2001 |           | Honda Accord, Honda Odyssey, Honda Pilot/MDX/MRV, Honda Ridgeline, silniki typu J |
| Stany Zjednoczone | Marysville      | 1982              |           | Acura TL, Acura RDX, Honda Accord, Honda Gold Wing |
| Stany Zjednoczone | North Carolina  |                   |           | |
| Stany Zjednoczone | Raymond         |                   |           | |
| Stany Zjednoczone | Swepsonville    |                   |           | |
| Stany Zjednoczone | Tallapoosa      |                   |           | |
| Stany Zjednoczone | Timmonsville    |                   |           | |
| Stany Zjednoczone | Torrance        |                   |           | |
| Wielka Brytania   | Swindon         | 1989              | 2021      | silniki, Honda Accord, Honda Civic, Honda CR-V, Honda Jazz |
| Wietnam           |                 |                   |           | Honda Civic |
| Włochy            |                 |                   |           | motocykle |